# VIII Festival Internacional de la Canción de Viña del Mar
El VIII Festival Internacional de la Canción de Viña del Mar, o simplemente Festival de Viña del Mar 1967, se realizó del 3 al 13 de febrero de 1967 en el anfiteatro de la Quinta Vergara en Viña del Mar (Chile). Fue animado por Ricardo García y por Laura Gudack, junto con Fernando James y Heraldo García.
Esta edición fue transmitida por Radio Minería, que tuvo los derechos exclusivos de la transmisión radial del Festival de Viña del Mar.

## Artistas invitados
- Ennio Sangiusto
- Ferran Alabert
- Jorge Romero (humorista)
- Los Hermanos Ríos
- Los Jocker's
- Massiel
- Os Pagaos
- Pedro Messone

## Relevancia histórica
- Es primera vez en la historia del festival que una mujer sube al escenario como animadora (Laura Gudack).
- En esta versión, las admiradoras tuvieron problemas con la seguridad del recinto, habiendo aglomeraciones, gritos destemplados y problemas con el desplazamiento de las estrellas, sobre todo con Ennio Sangiusto y Pedro Messone.
- La publicidad es cada vez más relevante en el festival, para promover el espectáculo se ofrece a la venta un disco con todas las canciones ganadoras desde 1960 y una revista a todo color con la historia del certamen.
- Jorge Romero fue el primer humorista del momento en Chile, por ende es el primer humorista que se ha presentado en toda la historia del Festival de Viña del Mar.
- Izidor Handler dirigió nuevamente la orquesta del festival, con la ayuda y los arreglos orquestales de Luis Barragán, Hugo Ramírez y Manuel Contardo.
- El jurado, con la ayuda del público y los jurados de provincia, eligieron a los ganadores de cada género.

## Competencias
Los triunfadores del octavo Festival de la Canción de Viña del Mar fueron los siguientes:
Internacional
- 1.er lugar: «Cuando rompa el alba», de Willy Bascuñán, interpretada por Fresia Soto.
- 2.º lugar: «Tener que callar», de Chita Muller, interpretada por Fernando Montes.
- 3.er lugar: «Domingo en la ciudad», de Blanca Tapia Morales, interpretada por Luis Murúa.
- Mejor intérprete: Fresia Soto.

Folclórica
- 1.er lugar: «Voy pa' Mendoza», de Willy Bascuñán, interpretada por Los Solitarios.
- 2.º lugar: «De allá soy yo», de Hernán «Chito» Álvarez, interpretada por Voces de Tierra Larga.
- 3.er lugar: «Niña sube a la lancha», de Rolando Alarcón, interpretada por Rolando Alarcón y Pedro Messone.
- Mejor intérprete: Pedro Messone.